# Yukarıseyit, Çal
Yukarıseyit là một xã thuộc huyện Çal, tỉnh Denizli, Thổ Nhĩ Kỳ. Dân số thời điểm năm 2010 là 561 người.